# قائمة الجامعات في الصومال
هذه قائمة الجامعات في الصومال.

## مقديشو
- جامعة العمره الدولية (AIU)، مقديشو
- جامعة بنادر، مقديشو
- جامعة المحيط الهندي (IOU)، مقديشو
- جامعة النيل للعلوم والتكنولوجيا (NUST)، مقديشو، بلدوين، جروي، جالكعيو.
- جامعة جوبكي (JU)، مقديشو، هيران، جروي، أفجوي
- جامعة مقديشو، مقديشو
- الجامعة الصومالية الدولية، مقديشو
- الجامعة الوطنية الصومالية، مقديشو
- جامعة لفولي، أفجوي
- جامعة الصومال (UNISO)، مقديشو
- جامعة الإمام (IU) مقديشو وجدو
- جامعة بيدوا الدولية (BIU) بيدوا
- جامعة النيل للعلوم والتكنولوجيا، مقديشو، بلدوين، جالكعيو
- جامعة زمزم للعلوم والتكنولوجيا، مقديشو
- الجامعة العالمية، مقديشو
- جامعة الجمهورية للعلوم والتكنولوجيا
- جامعة سيمد، مقديشو

## بيدوا
- جامعة جاناني، بيدوا

## باري
- جامعة شرق إفريقيا، بوصاصو، قرضو
- جامعة البحر الأحمر (RSU)، بوصاصو
- جامعة بوصاصو، بوصاصو، جروي
- جامعة سهل، بوصاصو

## جدو
- جامعة بارطيري، بارطيري
- جامعة جدو، بارطيري
- كلية بيسمو المهنية (لوق)

## جوبا السفلى
- جامعة كيسمايو

## نوجال
- جامعة شرق إفريقيا، جروي
- جامعة ولاية بونتلاند، جروي

## مدج
- جامعة شرق إفريقيا، جالكعيو وجلدغب
- جامعة ولاية بونتلاند، جالكعيو
- جامعة حررطيري، حررطيري